# Volcán Tunupa
Tunupa, a veces escrito Thunupa, es un volcán del oeste de Bolivia, cerca al Salar de Uyuni, en la región del Altiplano. Administrativamente se encuentra ubicado dividido entre los municipios de Salinas de Garci Mendoza y Tahua, en los departamentos de Oruro y Potosí respectivamente. Este volcán tiene una altura de 5.432 metros sobre el nivel del mar. 
Lleva el nombre de la deidad andina del trueno y el rayo Tunupa, es también altar del mismo.

## Geografía
Forma una península en el Salar de Uyuni, que rodea al volcán por su lado sur. El volcán está ubicado dentro de los municipios de Salinas de Garci Mendoza y Tahua, y los pueblos de Ayque, Coqueza y Jirira se encuentran en su vertiente sur.
El vulcanismo en el arco posterior de los Andes Centrales está representado por varios tipos de volcanes, incluidos varios volcanes monogenéticos, estratovolcanes como el Volcán Tuzgle, Tunupa y Uturuncu y grandes ignimbritas como el complejo volcánico Altiplano-Puna, Cerro Galán, el complejo volcánico Los Frailes y Morococala.
El volcán se eleva aproximadamente 1,8 kilómetros sobre el terreno circundante, la cumbre del volcán está muy alterada hidrotermalmente y su cráter en la cumbre está degradado por la erosión, con riscos que representan restos del antiguo conducto de lava. Se colocaron varios domos de lava sobre los flujos de lava de Tunupa en su flanco oriental. En el flanco norte se encuentran flujos piroclásticos. La erosión y la glaciación han generado un depósito de material erosionado que rodea gran parte del volcán.
Actualmente no hay hielo permanente en Tunupa debido a que la región es demasiado seca, pero la montaña estuvo cubierta de glaciares en el pasado y los grandes glaciares de los valles descendieron hasta elevaciones de 3.650 a 3.700 metros cuando alcanzaron su mayor extensión. Posteriormente, glaciares más cortos volvieron a ocupar los mismos valles; los depósitos de grava aluvial se encuentran río abajo debajo de las morrenas, como debajo de los valles de Chalchala y Pocolli en la parte sur del volcán, donde se encuentran la mayoría de los accidentes geográficos glaciales. Los accidentes geográficos glaciares incluyen estrías glaciares y se encuentran depósitos de hielo a la deriva en el volcán, al igual que varios sistemas extensos de morrenas. Se han inferido tres etapas separadas de glaciación en el Tunupa, una propuesta de datación fecha el primer avance aproximadamente 160.000 años antes del presente, el segundo dura hasta aproximadamente 15.000 años, que puede coincidir con la existencia del lago Tauca antes del presente y el último ocurrió durante el Dryas Reciente.

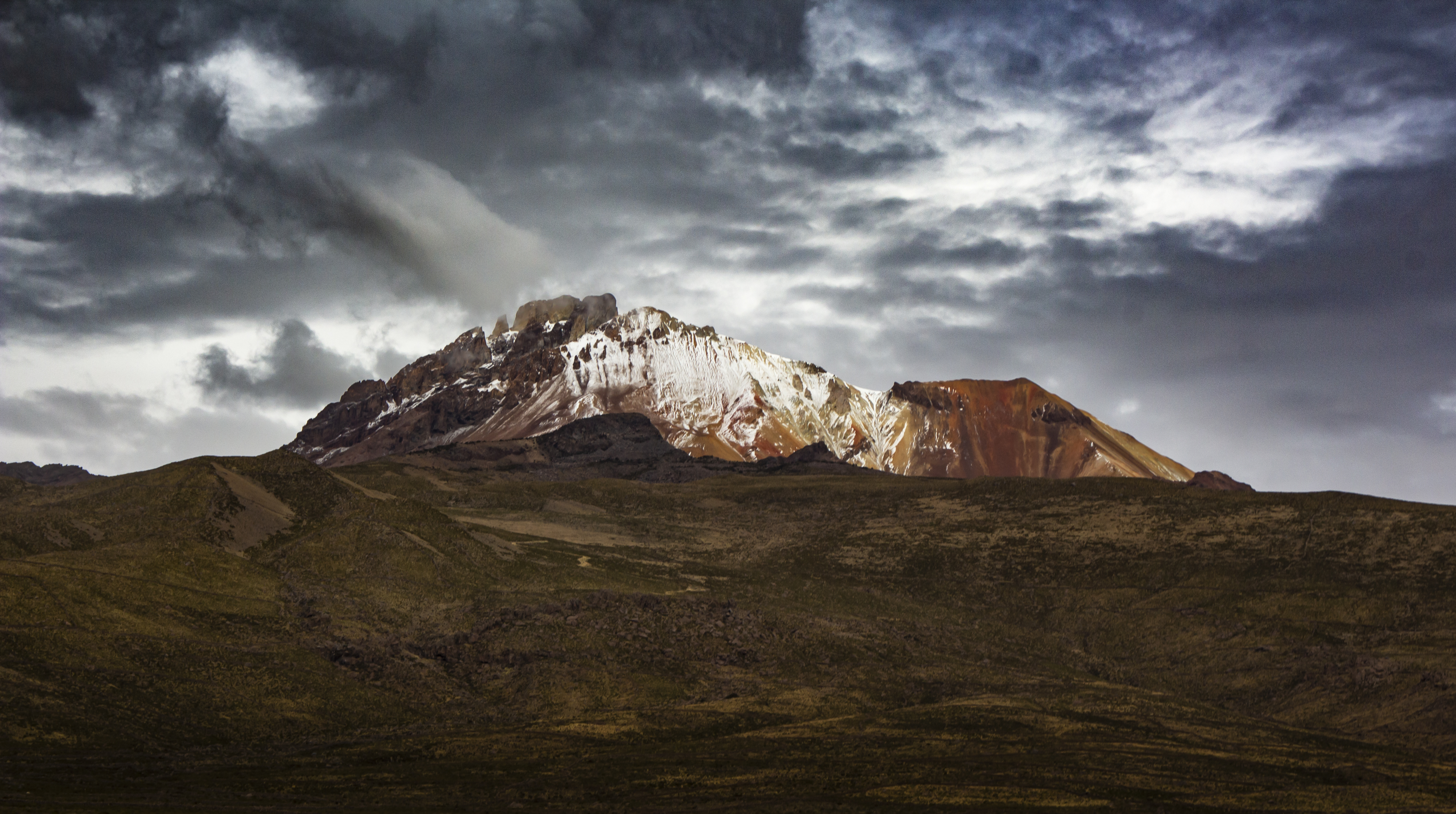
Vista del volcán Tunupa.

La vertiente sur de Tunupa está marcada por las costas de antiguos lagos que ocuparon el Altiplano, como el lago Minchin y el lago Tauca. En estas antiguas costas también se encuentran costras de algas, estromatolitos y deltas de ríos. Se han identificado más de siete etapas costeras distintas en el Tunupa, que era parte de una isla en el lago Tauca. Es probable que la evaporación del lago aumentara la precipitación en Tunupa y, por lo tanto, permitiera que los glaciares crecieran hasta alcanzar tamaños mayores que los que habrían tenido sin dicha evaporación.

## Geología
La subducción ha estado ocurriendo en el margen occidental de América del Sur durante los últimos 200 millones de años. Actualmente, la Placa de Nazca se está subduciendo hacia el este debajo de América del Sur. La subducción es responsable de la formación del Altiplano.
El vulcanismo en los Andes ocurre en un arco volcánico frontal, pero también en la región del arco posterior. Este vulcanismo de arco posterior del que forma parte Tunupa tiene un origen incierto; Un proceso propuesto es la delaminación, mediante la cual la sección máfica más baja de la corteza y la litosfera debajo se separa de las capas superiores. Este proceso de separación luego desencadena la actividad volcánica a través de fusión por descompresión, fusión por deshidratación, aumentos de temperatura o alguna combinación de estos procesos. El vulcanismo de arco posterior en la región comenzó hace unos 25 a 30 millones de años.
Al este de Tunupa se encuentran las lavas de Huayrana, que son mucho más antiguas (la datación con potasio y argón ha arrojado una edad de hace 11,1 ± 0,4 millones de años). Tunupa y Sillajhuay, más al oeste, forman una cadena de volcanes conocida como Serranía Intersalar, que se encuentra dentro de la llamada brecha de Pica, donde el vulcanismo reciente es raro. Esta cadena de volcanes estuvo activa desde el Oligoceno hasta el Período Cuaternario.

### Composición
Tunupa está formada principalmente por andesita, traquiandesita y traquita, formando un conjunto calco-alcalino rico en potasio. Las rocas contienen fenocristales de anfíbol, biotita, clinopiroxeno, olivino poco común, ortopiroxeno poco común, óxidos y plagioclasa. Las cúpulas de lava son más silícicas que el edificio volcánico principal.
Se ha estimado una producción promedio de magma de 0,00043 a 0,00093 kilómetros cúbicos por año, comparable al Volcán Láscar y Volcán Parinacota. La delaminación de la corteza, la fusión inducida por hidratación y los procesos de mezcla del magma se han utilizado para explicar la química del magma en Tunupa. Se ha propuesto que a medida que la corteza inferior sufre delaminación, ciertos minerales que contienen agua, como el anfíbol y la flogopita, se vuelven inestables y enriquecen el magma con niobio, tantatal y titanio.

## Historial de erupciones
Las primeras dataciones por potasio-argón arrojaron edades de 2,5 ± 0,5 y 1,8 ± 0,2 millones de años en muestras del Tunupa. Dataciones posteriores realizadas con el método argón-argón produjeron edades entre 1,55 ± 0,01 y 1,40 ± 0,04 millones de años, con fechas aún más recientes de 440.000 ± 40.000 años antes del presente. El edificio principal se desarrolló primero, y los domos de lava se emplazaron posteriormente. El volcán se considera extinto.

## Galería de imágenes

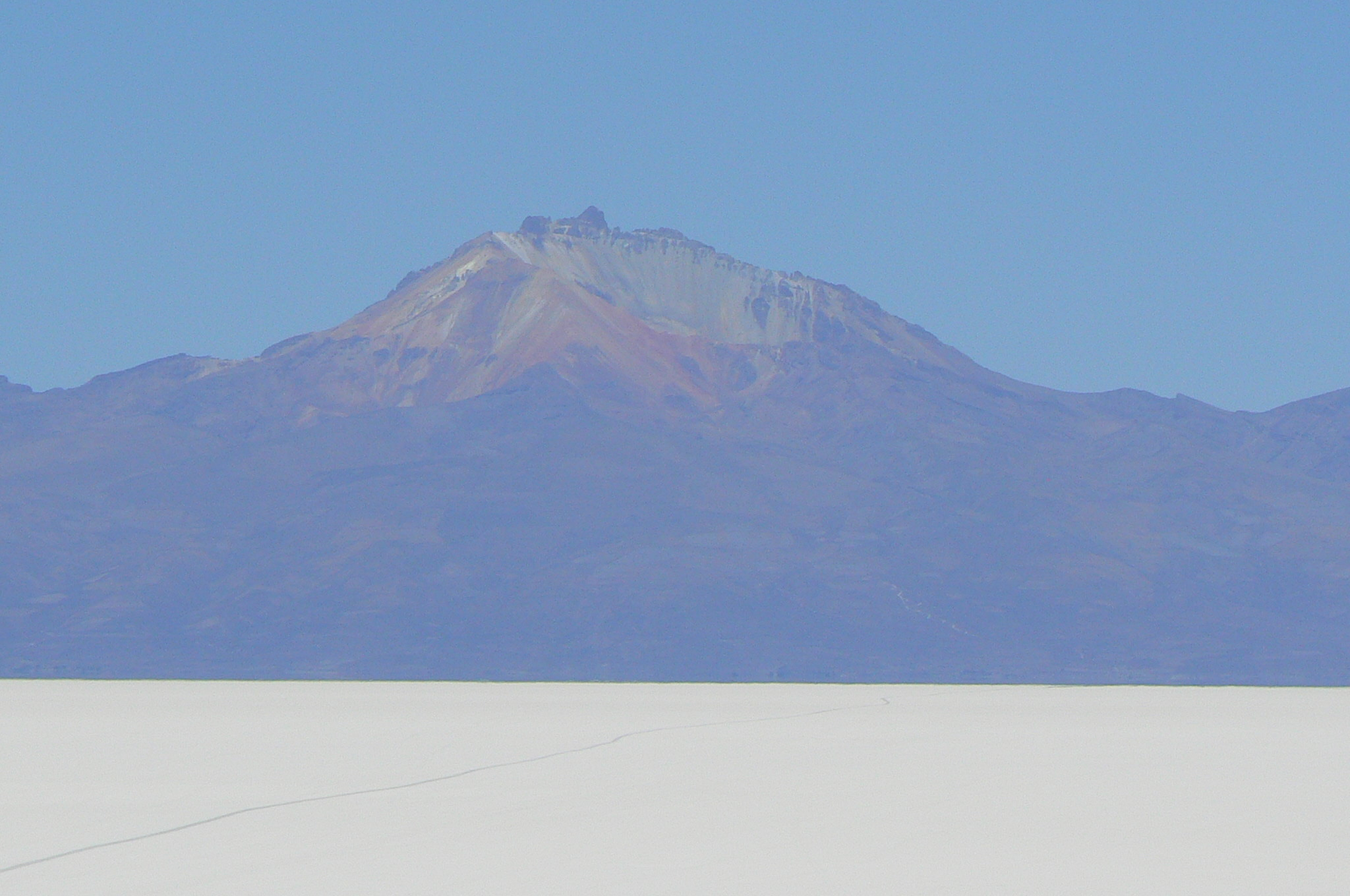
Vista del Volcán Tunupa desde el Salar de Uyuni
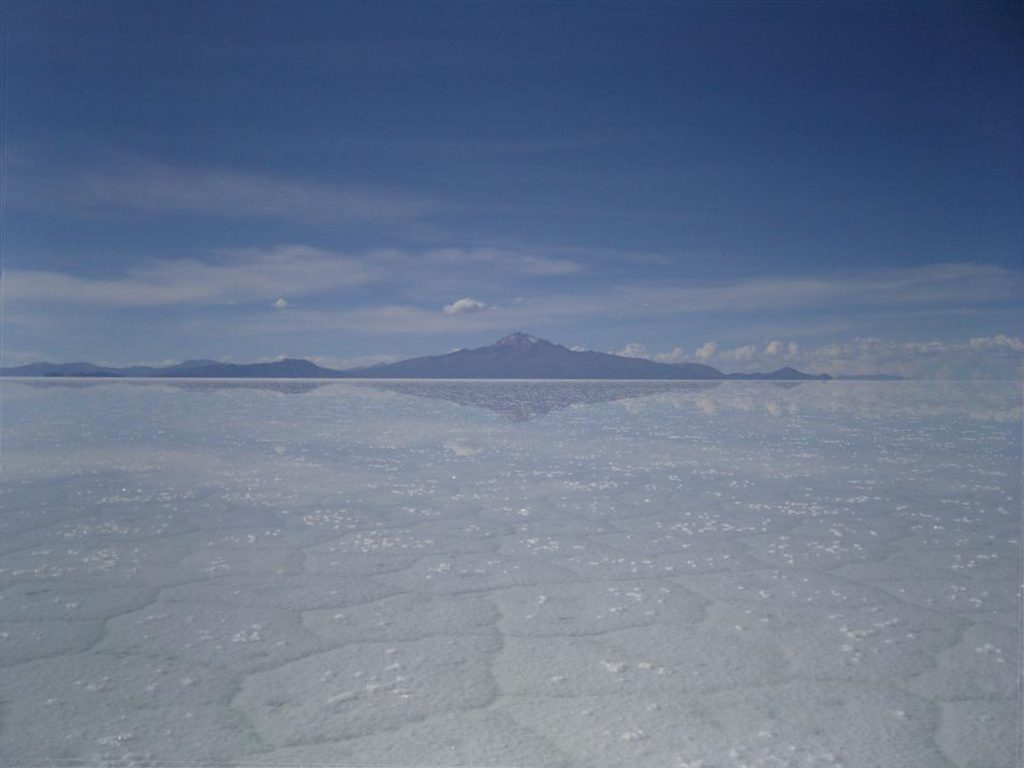
Vista del Volcán Tunupa desde el Salar de Uyuni
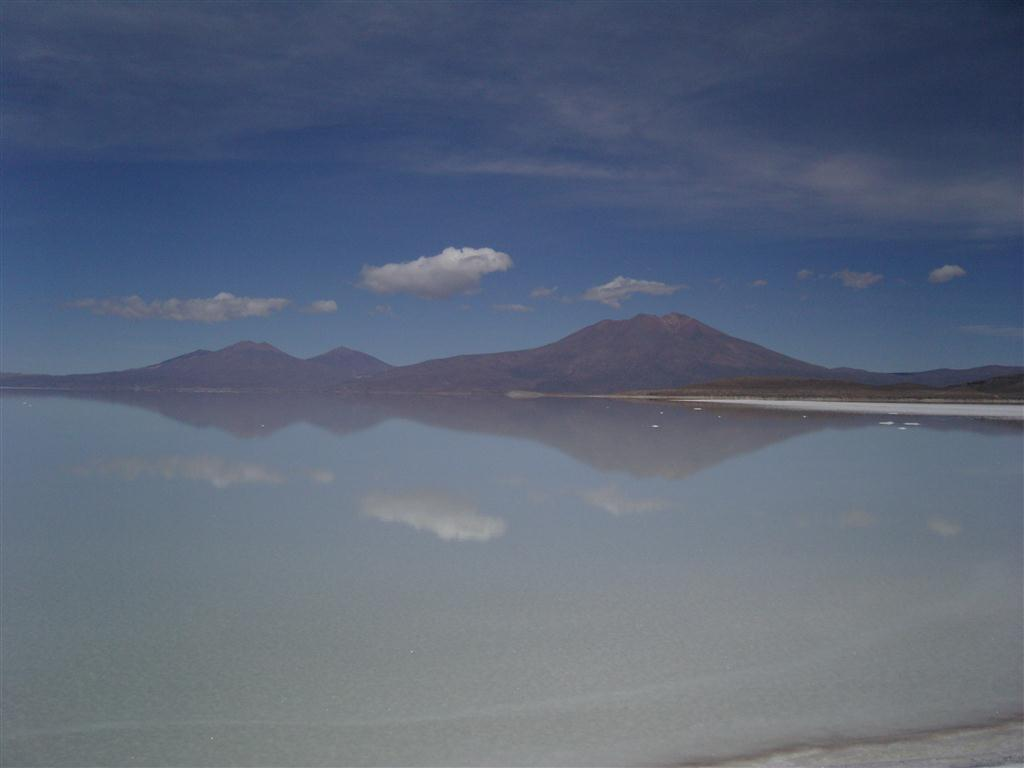
Vista del Volcán Tunupa desde la orilla del Salar